# Liste der denkmalgeschützten Objekte in Libušín
Grundlage dieser Liste der denkmalgeschützten Objekte in Libušín ist die ÚSKP-Liste (Ústřední seznam kulturních památek České republiky, deutsch Zentrale Liste der Kulturdenkmäler der Tschechischen Republik), die von der tschechischen Denkmalschutzbehörde NPÚ (Národní památkový ústav, deutsch Nationale Denkmalbehörde) seit 1987 geführt wird und an die seit dem Jahr 1850 geschaffenen Listen anschließt.

## Denkmalgeschützte Objekte nach Ortsteilen
| Lage                                                            | Objekt                    | Beschreibung | ÚSKP-Nr.                  | Bild           |
| --------------------------------------------------------------- | ------------------------- | --- | ------------------------- | -------------- |
| Libušín (Standort)                                              | Kirche St. Prokop         | Neugotisches einschiffiges Gebäude mit fünfeckigem Chor und prismatischem Turm vor der Fassadenachse. 1907 wurde die Kirche nach Plänen von Adolf Mocker vom Architekten Ullmann erbaut. Der Autor der Dekoration war Rudolf Růžička. | 21912/2-4057 Info Katalog | weitere Bilder |
| Libušín, Hügel oberhalb der Ortschaft (Standort)                | Kirche St. Georg          | Die Kirche wurde wahrscheinlich im 13. Jahrhundert an der Stelle eines älteren Schreins errichtet. Im 16. Jahrhundert wurde das einschiffige Gebäude durch einen freistehenden Glockenturm ergänzt. Im 18. und 19. Jahrhundert wurde die Kirche rekonstruiert und ihr Raum wird durch eine Mauer mit einem Tor begrenzt.                  | 20137/2-543 Info Katalog  | weitere Bilder |
| Libušín, auf dem Hügel westlich der Ortschaft (Standort)        | Festung St. George        | Frühmittelalterliche Burg mit der St. Georgskirche. Geländereste einer ausgedehnten frühmittelalterlichen Festung; Umfangs- und Querbollwerk, nach dessen Verlauf die Ausdehnung der Burg (in der Mitte mit dem Kirchenraum) und die nach Westen ausgerichtete Vorburg erkennbar ist. Die Burg wurde auf einem ausgedehnten Hügel erbaut. | 29148/2-693 Info Katalog  | weitere Bilder |
| Libušín, Wald, auf dem Hügel oberhalb Knovízský Bach (Standort) | Burg Auf den alten Burgen | Befestigte Bergsiedlung – befestigte Siedlung. Auf alten Burgen, archäologische Spuren. Gut erhaltene Geländereste einer mittelalterlichen Festung. Hof (Sitz des ländlichen Adels) vom 13. bis 15. Jahrhundert. In einem großen Wald südlich des Dorfes Libušín.                                                                         | 19266/2-694 Info Katalog  | BW             |
| Libušín (Standort)                                              | Minenmaschinenraum Max    | Tiefkohlebergwerk Max / Präsident Beneš / Fierlinger II / Gottwald I, davon nur: Maschinenraum | 51356/2-4447 Info Katalog | BW             |
| Libušín (Standort)                                              | Mine Schoeller            | Untertagebergwerk Schoeller / Nejedlý, davon nur: Bergbauturm, Schachtbau N I | 51210/2-4445 Info Katalog | weitere Bilder |